# Източна провинция (Сиера Леоне)
Източната провинция (на английски: Eastern Province) е една от трите провинции на Сиера Леоне. Граничи с Гвинея и Либерия. Площта ѝ е 15 553 км², а населението е 1 642 370 души (по преброяване от декември 2015 г.). Столица и административен център на провинцията е град Кенема.

## Окръзи
Провинцията е разделена на 3 окръга:
- Кайлахун, столица Кайлахун
- Кенема, столица Кенема
- Коно, столица Койду